# Сломанные побеги
«Сломанные побеги» (англ. Broken Blossoms; другой прокатный вариант названия Broken Blossoms, or Yellow Man and the Girl, в российском прокате «Сломанная лилия») — художественный немой фильм режиссёра Дэвида Гриффита. Наряду с «Рождением нации» и «Нетерпимостью» считается вершиной творчества режиссёра. Картина снята по новелле английского писателя Томаса Бёрка «Китаец и девочка» (англ. The Chink and the Child) из сборника мелодраматических рассказов о жизни китайских эмигрантов «Ночи Лаймхауса».

## Сюжет

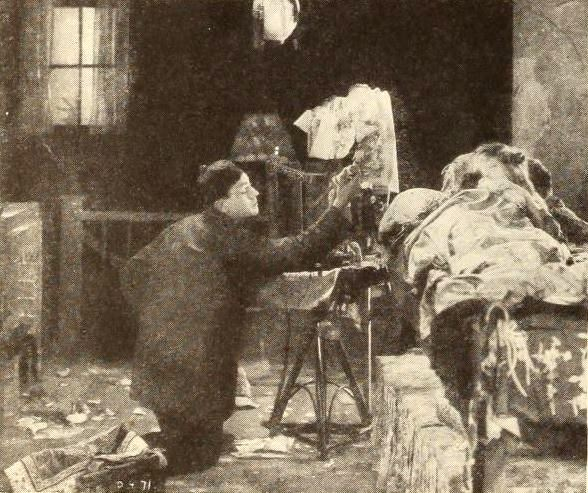
Финальная сцена фильма — смерть Чена

Чен Хуан (Ричард Бартелмесс) покидает родной Китай, «мечтая распространить благородное учение Будды на англосаксонских землях». Его идеализм исчезает, когда он сталкивается с жестокой реальностью сурового центра Лондона. Однако миссия Чена наконец реализована в его преданности «сломанному цветку» Люси Бэрроуз (Лиллиан Гиш), красивой, но нежеланной девушке, которую избивает ее отец боксер Бэттлинг Бэрроуз (Дональд Крисп).
Однажды вечером после того, как разъяренный отец избил и выбросил Люси, она находит убежище в доме Чена, красивой и экзотической комнате над его магазином. Когда Чен выхаживает Люси, они становятся друзьями, так как оба являются нежеланными изгоями общества. Отец Люси узнает о местонахождении его дочери и в пьяной ярости тащит ее обратно в свой дом, чтобы наказать. Опасаясь за свою жизнь, Люси запирается в чулане, чтобы спастись от презирающего ее отца.
К тому времени, когда Чен прибывает, чтобы спасти Люси, которую он так невинно обожает, уже слишком поздно. Безжизненное тело Люси лежит на ее скромной кровати, а Бэттлинг пьет в другой комнате. Когда Чен смотрит на молодое лицо Люси, которое, несмотря на обстоятельства, сияет невинностью, и на лице даже есть слабый намек на улыбку, Бэттлинг входит в комнату. Двое долго стоят, обмениваясь злобными взглядами, пока Бэттлинг не бросается на Чена с топором, а Чен в ответ несколько раз стреляет в Бэрроуза из пистолета. Вернувшись в свой дом с телом Люси, Чен строит храм Будды и кончает жизнь самоубийством, закалывая себя ножом.

## В ролях
- Лиллиан Гиш — Люси Бэрроуз
- Ричард Бартелмесс — Чен Хуань
- Дональд Крисп — Бэттлинг Бэрроуз
- Артур Ховард — менеджер Бэрроуза
- Эдвард Пэйл-старший — Злобный Глаз
- Джордж Беранджер — шпион

## Наследие
«Сломанные побеги» высоко оценены критиками и историками кино, рассматривающими этот фильм как один из шедевров Гриффита и мирового кинематографа в целом. Жорж Садуль назвал фильм «последним шедевром Гриффита»:
Несмотря на преувеличенную чувствительность сюжета, заимствованного у английского романиста Томаса Бёрка, и несколько шаржированную характеристику боксёра, в этом фильме Гриффита почти не было тех ошибок вкуса, которые наблюдались в большинстве других его фильмов.
В частности, режиссёр и теоретик кино Сергей Юткевич писал, что в ряде фильмов Гриффита «возникают неожиданные ассоциации уже не только с Диккенсом, но и с Достоевским, особенно ощутимые в, бесспорно, одном из самых глубоких и тонких фильмов в истории мирового кино, как „Сломанные побеги“».
Фильм повысил осведомленность общественности о районе Лаймхаус и лондонской нищете. В 1936 году вышел ремейк фильма с таким же названием режиссёра Джона Брама.